# Рускије горки
Комплекс за скијашке скокове „Рускије горки“ (рус. Комплекс для прыжков с трамплина «РусСкие Горки») налази се код села Естосадок на око 6 км од варошице Краснаја Пољана у јужном делу Краснодарског краја Руске Федерације. Комплекс је саграђен за потребе одржавања такмичења у скијашким скоковима на Зимским олимпијским играма 2014. чији домаћин је град Сочи. На том месту ће се такође одржавати и скакачка такмичења у оквирима нордијске комбинације.
За потребе олимпијских игара саграђене су две скакаонице стандардних димензија, од 95 и 125 метара. За потребе тренинга и за омладинске селекције постављене су и мање скакаонице К65, К35, и К15.